# Adoxomyia brevispina
Adoxomyia brevispina är en tvåvingeart som först beskrevs av Kertesz 1923.  Adoxomyia brevispina ingår i släktet Adoxomyia och familjen vapenflugor. Inga underarter finns listade i Catalogue of Life.